# 晋察冀边区政府及军区司令部旧址
晋察冀边区政府及军区司令部旧址位于河北省保定市阜平县城南庄镇花山村，由晋察冀边区政府成立处及晋察冀边区政府家北驻地两部分组成，1996年11月，该旧址被中华人民共和国国务院核定为第四批全国重点文物保护单位。
组团包括5处：
- 城南庄晋察冀军区司令部旧址：1996年11月公布为第四批全国重点文物保护单位。
- 花山毛主席旧居
- 县城晋察冀边区政府成立处
- 史家寨乡家北晋察冀边区政府机关驻地
- 史家寨乡庙台冀晋军区司令部旧址